# Microgaster ambositrensis
Microgaster ambositrensis är en stekelart som beskrevs av Granger 1949. Microgaster ambositrensis ingår i släktet Microgaster och familjen bracksteklar. Inga underarter finns listade i Catalogue of Life.